# Artan Santo
Artan Santo (Tirana, 7 settembre 1956 – Tirana, 26 giugno 2014) è stato un imprenditore e banchiere albanese.

## Biografia
Nacque a Tirana il 7 settembre 1956.
Laureatosi in economia contabile e poi in giurisprudenza, è stato dirigente presso la Cassa di Risparmio albanese ed è poi divenuto primo direttore e socio della Banka Credins. Fu inoltre attivo nel settore mediatico attraverso la fondazione dell'emittente televisiva SCAN TV, dedicata unicamente a tematiche economico-finanziarie, e, in collaborazione con Irfan Hysenbelliu, nell'acquisto delle attività editoriali albanesi di Edisud.
Fu ucciso il 26 giugno 2014 in un agguato all'esterno della sede di Banka Credins a Tirana.